# 趙廷魁
趙廷魁（？—1807年），福建漳州府漳浦縣人。清朝將領。
乾隆二十六年（1761年），趙廷魁中式三甲第一名武進士。授藍翎侍衛。乾隆三十一年（1766年）外任江南泰興營都司。乾隆三十七年（1772年）升山西平垣營遊擊。乾隆四十九年（1784年）升廣西全州營參將。歷署鎮安協、義寧協、梧州協、新泰協副將。嘉慶元年（1796年）實授鎮安協副將。嘉慶五年（1800年）署右江鎮總兵。同年授雲南騰越鎮總兵	。